# Mohamed Al Makaazi
Mohamed Al Makaazi (ur. 5 lutego 1995 w Martil) – marokański piłkarz, grający na pozycji środkowego pomocnika. W sezonie 2020/2021 zawodnik Rai Casablanca.

## Kariera klubowa
Jego pierwszym klubem był Moghreb Tétouan. W nim zadebiutował 19 kwietnia 2013 roku w meczu przeciwko CODM Meknès, wygranym 2:0, a Mohamed Al Makaazi wszedł na ostatnią minutę meczu. 1 lipca 2017 roku dołączył z rezerw tego klubu do pierwszego zespołu. Pierwszą bramkę w klubie strzelił 2 kwietnia 2018 roku w meczu przeciwko Chababowi Rif Al Hoceima, wygranym 0:2. Mohamed Al Makaazi do siatki trafił w 36. minucie. 20 dni później, w meczu przeciwko Olympique Khouribga, wygranym 2:1, zaliczył swoją pierwszą asystę. Mohamed Al Makaazi asystował przy golu w 72. minucie. Łącznie w Tetuanie rozegrał 65 meczów (62 ligowe), strzelił 2 bramki i pięciokrotnie asystował.
14 stycznia 2020 roku został zawodnikiem Rai Casablanca. W zespole z największego miasta Maroka zadebiutował 22 stycznia 2020 roku w meczu przeciwko Mouloudii Wadżda, zremisowanym 1:1. 20 września tego samego roku strzelił swoją pierwszą bramkę, w meczu przeciwko Difaâ El Jadida, wygranym 3:1. Mohamed Al Makaazi do bramki trafił w 38. minucie. Pierwszą asystę zaś zaliczył 1 stycznia 2021 roku w meczu Pucharu Maroka przeciwko Wydadowi Fez, wygranym 2:1. Mohamed Al Makaazi asystował w 5. minucie. W sezonie 2019/2020 z Rają został mistrzem kraju. Łącznie do 28 maja 2021 roku Mohamed Al Makaazi rozegrał 36 meczów (23 ligowe), strzelił jedną bramkę i zanotował jedną asystę.